# 1400-talet

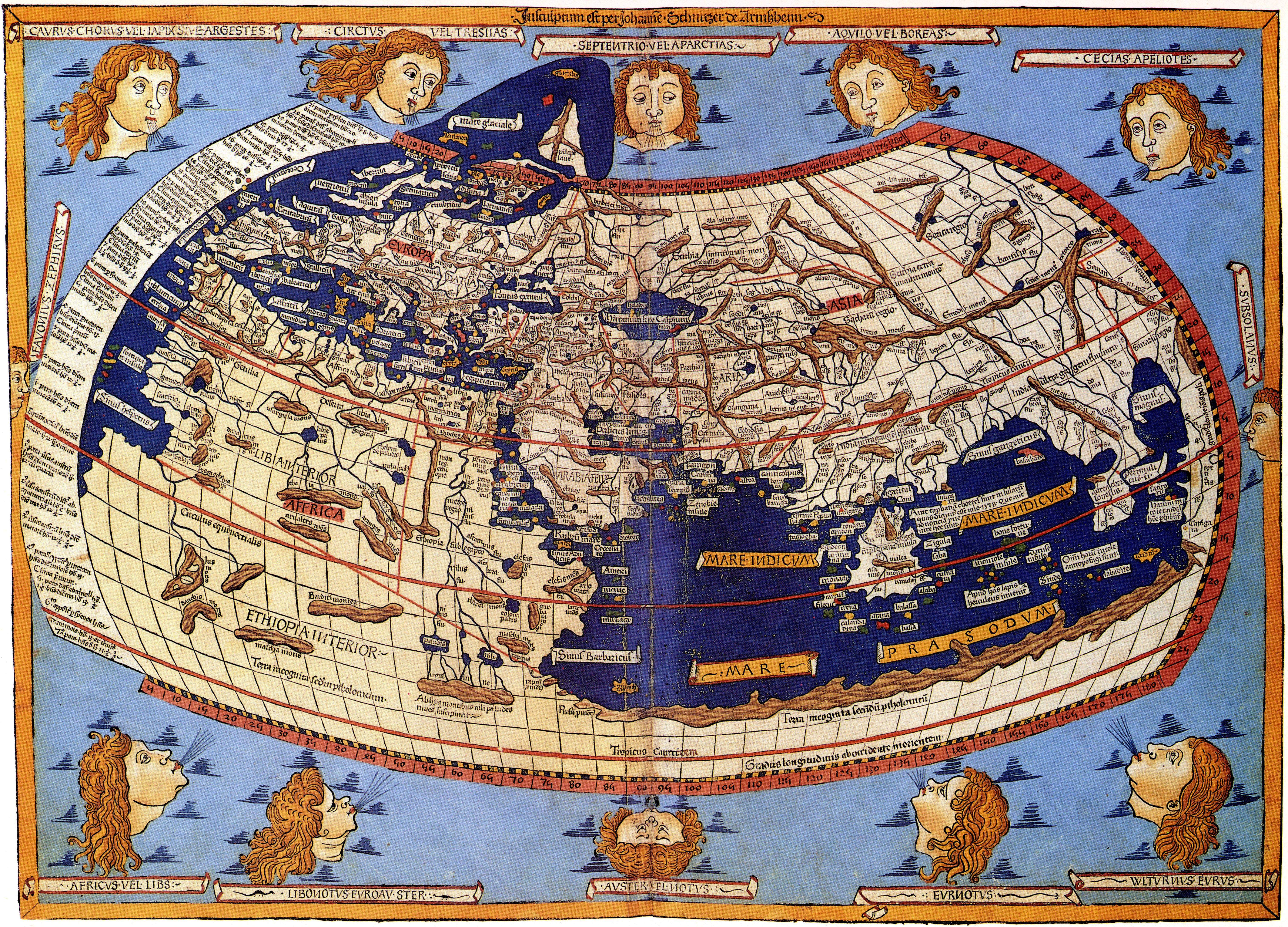
Europeisk världskarta från 1482. Den kända världen nås framförallt landvägen samt längs floder och kuster. Efter att osmanerna har intagit Konstantinopel 1453 är sidenvägens tid som handelsväg mellan Europa och Asien över och de stora upptäcktsresorna på haven börjar med João Vaz Corte Real, Bartolomeu Dias, Vasco da Gama och Christofer Columbus som når Amerika 1492.

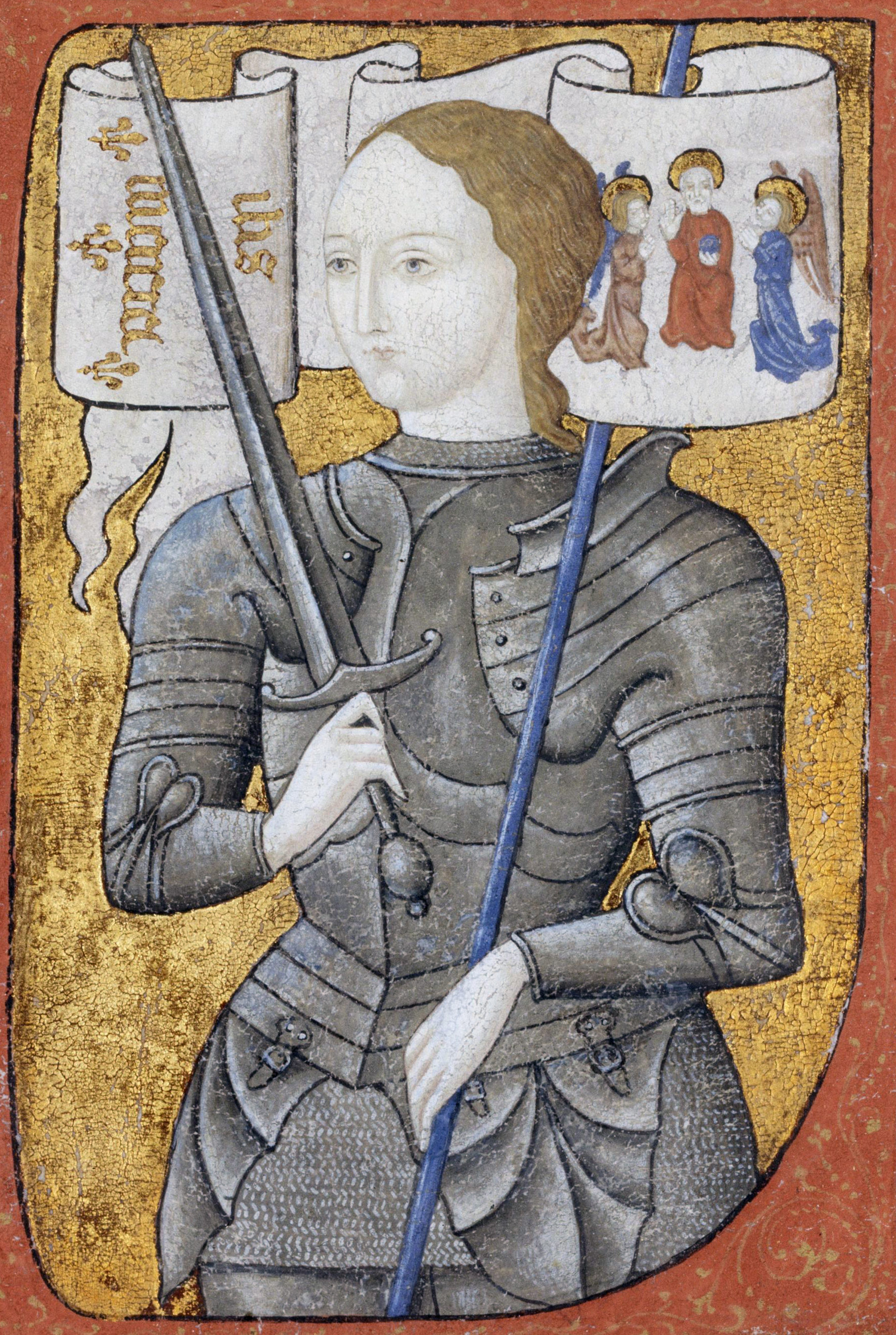
Jeanne d'Arc, målning från seklets andra hälft.

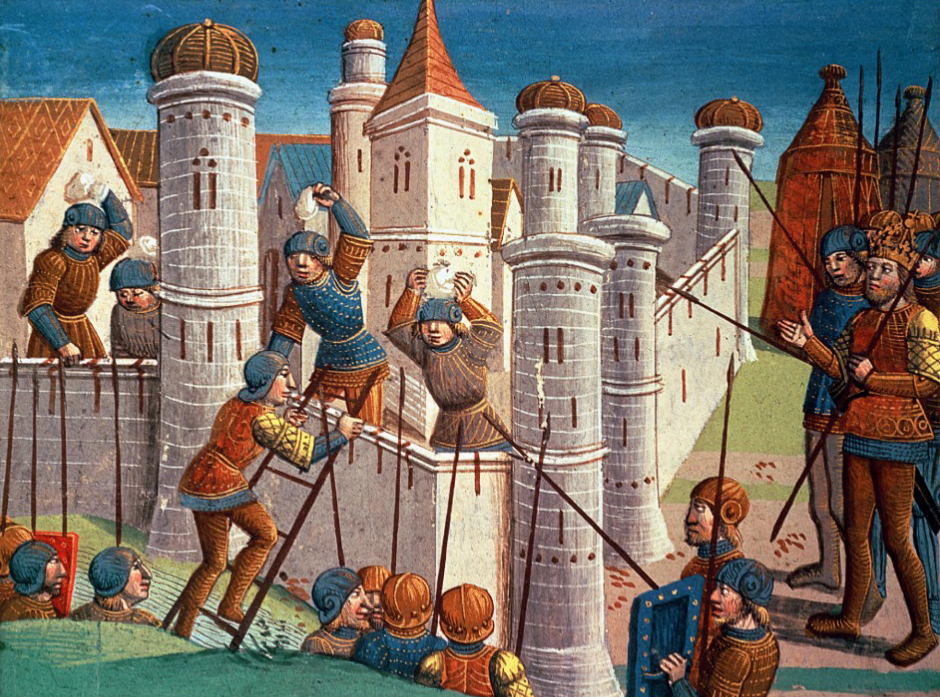
Turkarna intar Konstantinopel, målning 1499.

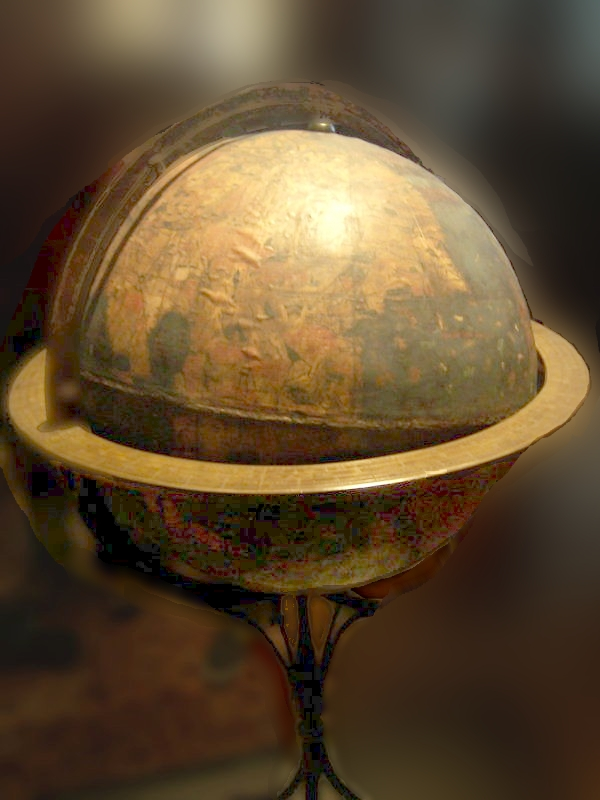
Världens äldsta jordglob - utan Amerika, 1492.

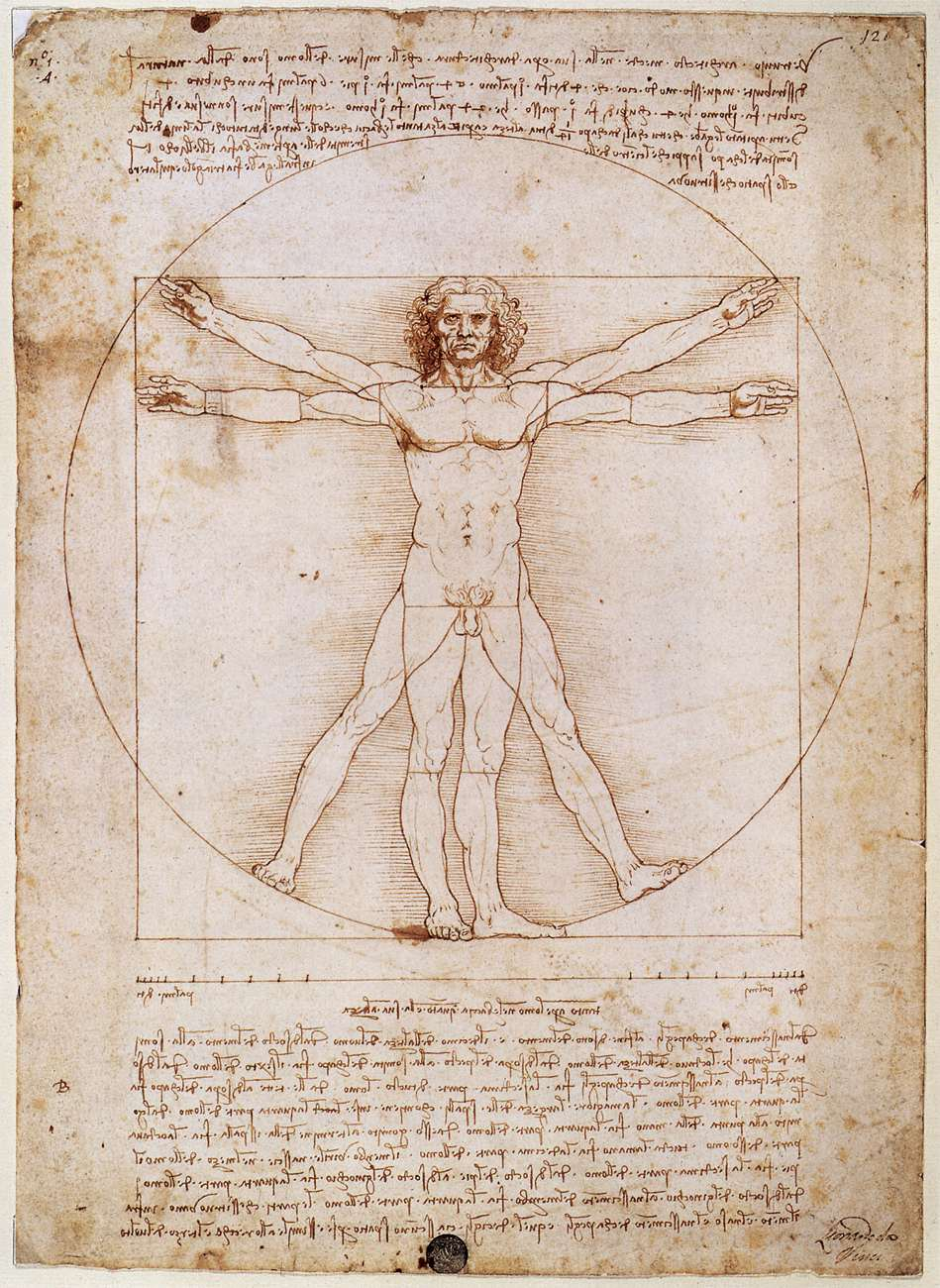
Den vitruvianske mannen, da Vinci 1485.

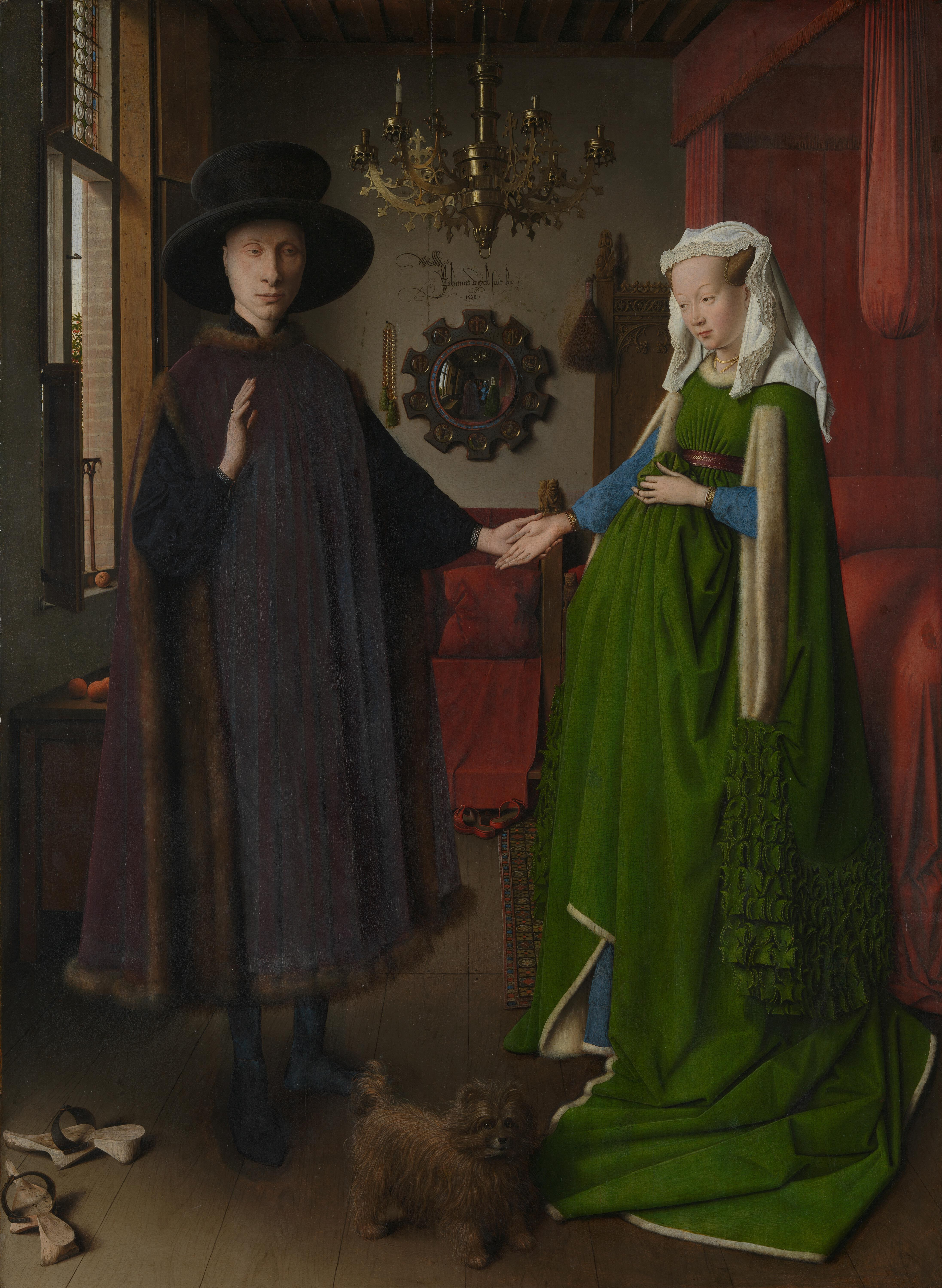
Makarna Arnolfinis trolovning, van Eyck 1434.

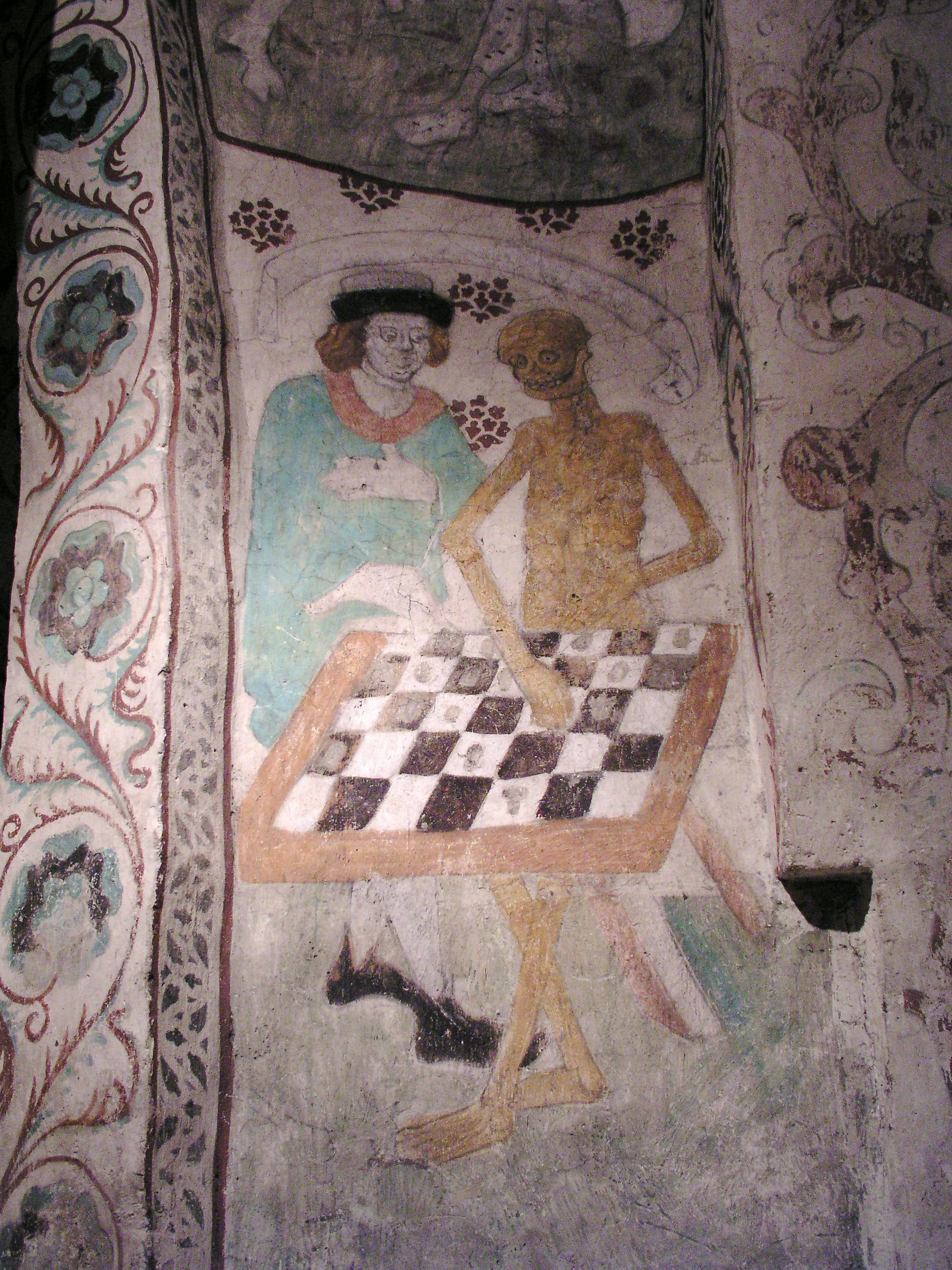
Döden spelar schack, målning av Albertus Pictor i Täby kyrka.

## Händelser

### Krig och politik
- Sverige ingår, tillsammans med Danmark och Norge, i Kalmarunionen till och från under perioden 1397-1523.
- 1410 - Polen-Litauen, som är allierat med flera östeuropeiska länder, besegrar Tyska orden och flera andra västeruropeiska länder i slaget vid Tannenberg, ett av medeltidens största fältslag.
- 1417 - Den stora schismen mellan påvedömena i Avignon och Rom tar slut när Martin V väljs till påve i Rom.
- 1419 - Husiterkrigen utbryter mellan anhängare till reformatorn Jan Hus och den böhmske kungen, som stöds av påven, och varar till 1436.
- 1429 - Jeanne d'Arc leder de franska trupperna, när de befriar Orléans från engelsmännen under hundraårskriget.
- 1434 - Engelbrekt Engelbrektsson leder ett uppror mot unionskungen Erik av Pommern i Bergslagen och Dalarna, vilket snart sprider sig till hela Sverige.
- 1435 - Vid Arboga möte väljs Engelbrekt till svensk rikshövitsman.
- 1448 - Karl Knutsson väljs till svensk kung vid Mora stenar.
- 1453 - Hundraårskriget mellan England och Frankrike, som har varat sedan 1337, tar slut.
- 1453 - Bysantinska riket, som är den sista resten av det 753 f.Kr. grundade Romerska riket, går under när Konstantinopel den 29 maj faller i turkarnas händer. Detta befäster Osmanska rikets makt samt innebär slutet för sidenvägen som handelsväg mellan Europa och Asien.
- 1455-1485 - Det engelska inbördeskriget rosornas krig rasar mellan de engelska adelsätterna York och Lancaster.
- 1469 - Giftermålet mellan Ferdinand II av Aragonien och Isabella I av Kastilien leder till Spaniens enande.
- 1471 - Sten Sture den äldres självständighetsivrande parti besegrar den danske unionskungen Kristian I:s här i slaget vid Brunkeberg den 10 oktober.
- 1492 - Judarna utvisas ur Spanien.
- 1492 - Christofer Columbus kommer som den förste europén på 500 år till Amerika, när han försöker finna en sjöväg till Indien och Kina.
- 1494 - Tordesillasfördraget undertecknas av Spanien och Portugal. Fördraget bestämmer gränserna mellan ländernas utomeuropeiska besittningar.
- 1497-1499 - Vasco da Gama genomför sin första resa till Indien.
- 1499 - Slaget vid Zonchio, ett av många slag mellan Osmanska riket och Republiken Venedig, utkämpas. Det är det första sjöslaget där kanoner används.